# رودلف كوالسكي
رودلف كوالسكي (بالألمانية: Rudolf Kowalski)‏ (و. 1948  م) هو ممثل ألماني، ولد في برلين.

## وصلات خارجية
- رودلف كوالسكي على موقع IMDb (الإنجليزية)
- رودلف كوالسكي على موقع مونزينجر (الألمانية)
- رودلف كوالسكي على موقع ألو سيني (الفرنسية)
- رودلف كوالسكي على موقع ميوزك برينز (الإنجليزية)
- رودلف كوالسكي على موقع أول موفي (الإنجليزية)
- رودلف كوالسكي على موقع قاعدة بيانات الأفلام السويدية (السويدية)
- رودلف كوالسكي على موقع ديسكوغز (الإنجليزية)
- رودلف كوالسكي على موقع قاعدة بيانات الفيلم (الإنجليزية)
- رودلف كوالسكي على موقع كينوبويسك (الروسية)